# Mary McGeachy
Mary McGeachy, född 1901, död 1991, var en kanadensisk diplomat, ämbetsman inom nationernas förbund och feminist. 
Hon tog examen i lag och historia från University of Toronto 1924. Hon var senior assistant vid Information Section hos Nationernas förbunds högkvarter i Geneve 1928–1940. Hon tjänstgjorde också som en liaison officer för British Dominions. 
När hon 1942 blev första sekreterare vid den brittiska ambassaden i Washington blev hon den första kvinna som utnämndes till ett ämbete med diplomatisk rang. Hon blev direktör för Welfare Division of the United Nations Relief and Rehabilitation Administration (UNRRA) 1944.[9] 
Hon var från 1946 engagerad i internationellt arbete för kvinnors rättigheter. Hon var ordförande för International Council of Women 1963–1973. 